# Carmenta armasata
Carmenta armasata là một loài bướm đêm thuộc họ Sesiidae. Nó được Druce miêu tả năm 1892. Loài này có ở Texas.